# Tramète lilas
Trichaptum abietinum
Espèce
Le Tramète lilas (Trichaptum abietinum) est un champignon de la famille des polyporacées se développant sur le bois des conifères.